# コレッタ・スコット・キング
コレッタ・スコット・キング（1927年4月27日 - 2006年1月30日）は、アメリカ合衆国の作家、活動家、政治運動指導者であり、マーティン・ルーサー・キング・ジュニアの妻であった。アラバマ州女性の殿堂に登録され、ジョージア州議会議事堂にて（顕彰と弔問のため）遺体安置が行われた最初のアフリカ系アメリカ人である。コレッタ・スコットは「公民権運動のファーストレディ」と呼ばれている。

## 生い立ち
コレッタ・スコットはアラバマ州マリオン生まれ、オバダイア・スコット (1899–1998) とバーニス・マクマリー・スコット (1904–1996)の間に、4人兄弟の3人目として生まれた。 コレッタは1945年にリンカーン師範学校を卒業したが、卒業式では卒業生総代として学校を卒業した。在学中にはトランペットとピアノを演奏したり、合唱団で歌ったり学校のミュージカルに参加していた。コレッタは、リンカーン師範学校の最終学年の時に、オハイオ州のイエロースプリングスにあるアンティオック大学に入学したが、入学後には、財政援助を受けるために異人種間奨学金基金を申請した。
コレッタは、伝統的に白人が多い学部で、最初の非白人教授となったウォルター・アンダーソンのもとで音楽を学んだ。

## ニューイングランド音楽院
コレッタ・スコットとマーティン・ルーサー・キング・ジュニアの結婚式が、1953年6月18日にコレッタの母の家の庭で、父マーティン・シニアにより行われた。コレッタは結婚式で夫に従うという誓約をしなかったが、これは当時としては珍しいことであった。ニューイングランド音楽院で声楽とピアノの学位を修得した後、1954年9月、アラバマ州モンゴメリーに夫と共に移った。そこでバス・ボイコットなどの運動にかかわるようになった。

## 公民権運動

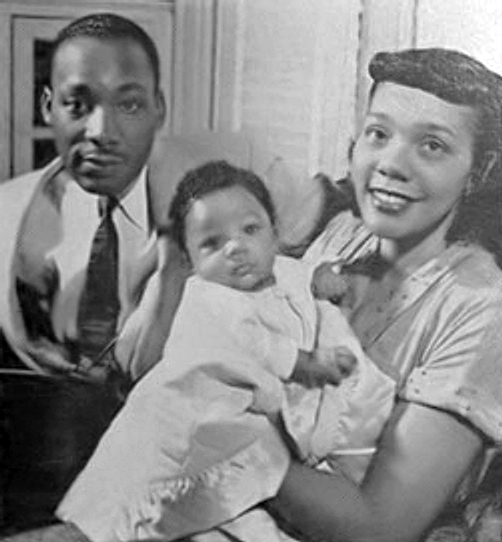
夫と娘のヨランダと一緒のキング夫人。1956年

1954年9月1日に、マーティン・ルーサー・キング・ジュニアは、デクスター通りバプティスト教会の専任牧師になった。 それはコレッタにとって、クラシック歌手になるという夢を諦めなければならない犠牲であり、コレッタ自身は大きな失望をしたが、その運動に対する献身は、運動中のアフリカ系アメリカ人女性の行動の象徴となった。 キング牧師夫妻は、このあとサウス・ジャクソン・ストリートの教会の牧師館に引っ越した。コレッタはパブテスト訓練連盟と宣教協会に参加しながら、聖歌隊のメンバーになり日曜学校で教えていた。コレッタは1955年3月6日にファーストバプテスト教会に歌手として出演した。E.P.ウォレスは、コレッタが「コンサートの観衆を魅了した」とその様子をのべている。

### 住宅爆破
1956年1月30日、コレッタとデクスター教会の集会メンバーであるロスコー・ウィリアムズの妻メアリー・ルーシーは、「玄関前のコンクリート製の床を打つレンガ状の音」を聞いた。家を揺り動かし、爆発によって家が揺れ動き、煙と砕けたガラスで居間はいっぱいになり、家がかき乱されたので、コレッタの示唆で2人とも居間から出て客室に移った。2人は家の裏手に行き、そこでヨランダを寝かせた。コレッタは先ずバプテスト教会に電話をかけ、対応に出た女性に自宅の爆破に関する事を伝えた。マーティンは自宅に戻り、コレッタと娘が無事であることを確認して外に出た。マーティンは怒っている大勢の彼の支持者たちと向かい合ったが、彼らは銃を持っていたので、キングはとっさのスピーチで彼らを鎮静化させた。
白人男性がマーティン・キングの家の玄関前の途中まで来て、ドアに向かって何かを投げ込んで車に戻り急いで立ち去ったと、唯一の目撃者によって報告された。唯一の目撃者であるアーネスト・ウォルターズは、事件が素早く実行されたため車のナンバープレートを覚えることが出来なかった。キング夫妻の双方の父親は爆破の件でキング夫妻と連絡を取った。2人の父親はマーティンの母と兄弟と共にほぼ同時に落ち合った。コレッタの父オビーは、義理の息子のマーティンが家族全員で娘と孫と一緒にアトランタに行かなければ、娘と孫をマリオンに連れて行くと言った。マーティン・ルーサー・キング・シニアもこれに賛成していたが、コレッタは父の言葉を拒否して、夫と一緒にここに留まると主張した。作家のオクテーヴィア・B・ヴィヴィアンは「その夜、コレッタは死を恐れなくなった。マーティン・キングが4日前に人生で初めて投獄されたように、自由のための公民権運動により深く身を捧げるようになった」と書いている。この時コレッタは「マーティンがしていたことを支援するという見地から、私が夫にとってどれくらい意味のある存在なのか」ということに初めて気づいたと後に言っている。

## その後の人生

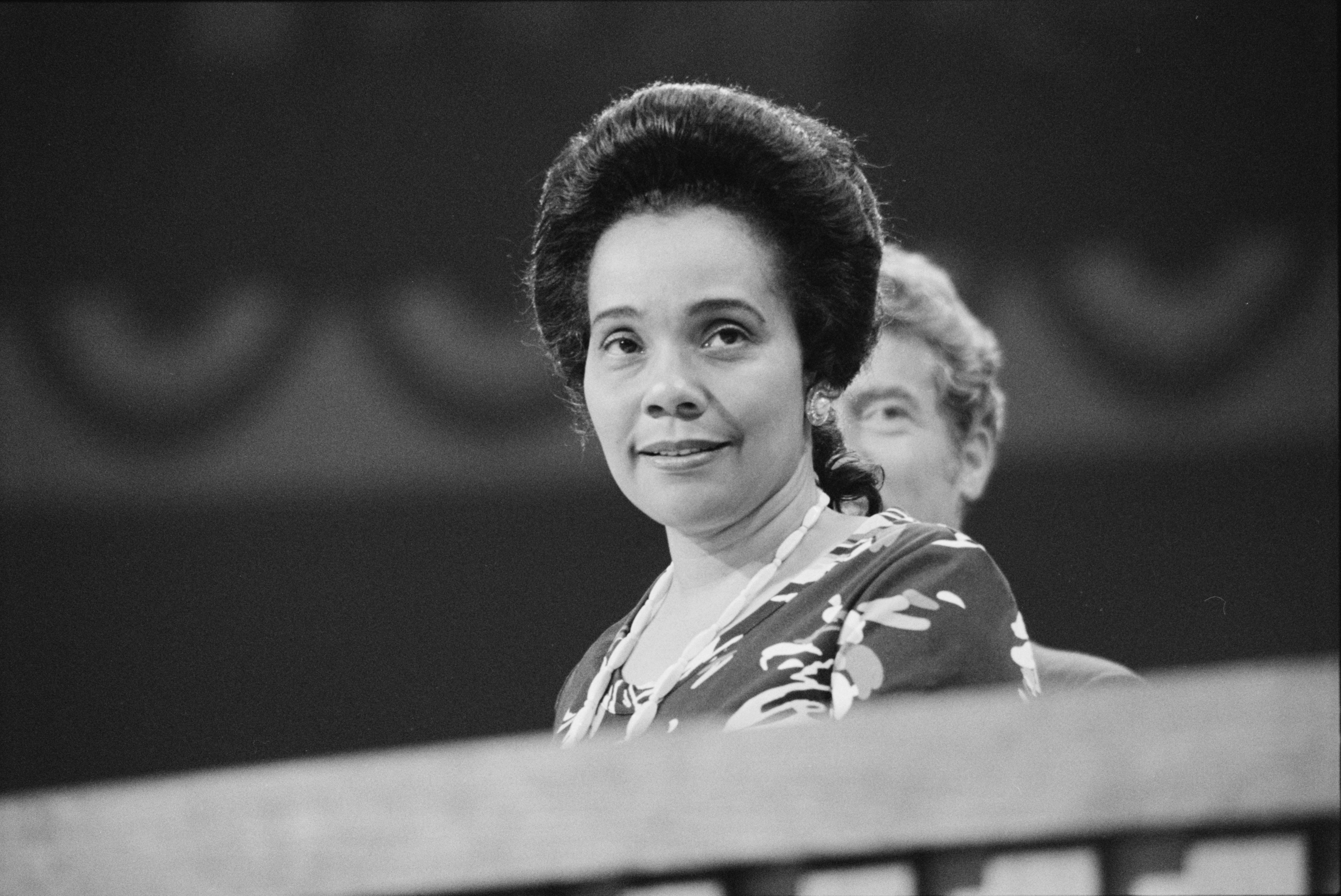
1976年の民主党全国大会に出席したコレッタ・キング

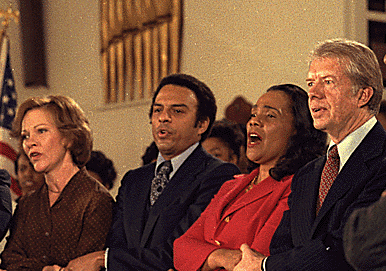
コレッタ・スコットは1977年の1月14日に、ロザリン・カーター、アンドルー・ヤング、ジミー・カーターと他の公民権リーダーたちと一緒に、アトランタのエベニーザー・バプティスト教会を訪れた。

マーティン・キングが暗殺された1968年の翌年から毎年、コレッタはマーティン・ルーサー・キングの誕生日である1月15日に、エベニーザーのバプティスト教会で催される誕生記念の礼拝に出席した。コレッタはその日を国民の休日にするために何年間も戦った。1972年コレッタは、少なくとも年に1日はアフリカ系アメリカ人に捧げられた国民の休日があるべきだと述べ、「そして、現時点でマーティンは我々の中で最高の候補者だ」と言った。 コレッタは1986年についにこの運動に成功し、マーティン・ルーサー・キング・ジュニアの誕生日はキング牧師記念日としてアメリカ合衆国連邦祝日に制定された。

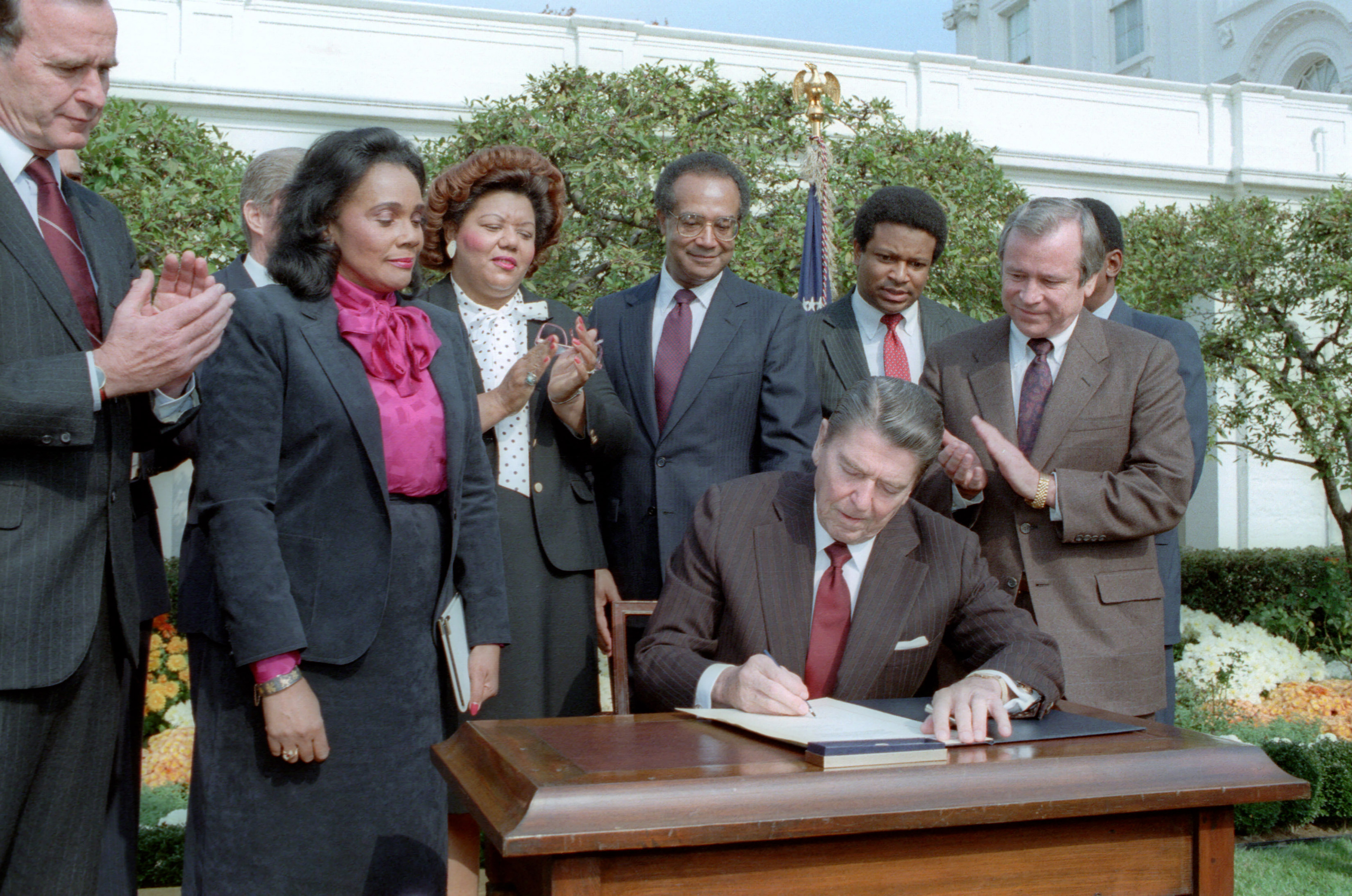
コッレタ・スコットは、1983年11月2日、ロナルド・レーガン大統領によるマーティン・ルーサー・キング・ジュニアの誕生日の祝日制定の署名式に出席した。

1990年代の間コレッタは複数回住居侵入に遭い、そして、この地域での女性殺害を認めたリンデン・フィッツジェラルド・ペースに遭遇した。犯人は夜中に侵入し、コレッタがベッドに座っている間に彼女を見つけた。事件の後、家には8年間住んだが、コレッタは短い期間歌手のエルトン・ジョンとジャネット・ジャクソンの家であったマンションに移った。キングファミリーはロイド・ジョーズを訴えていたが、1999年、マーティン・キングが殺人事件陰謀の犠牲者であったという陪審の判決を得ることについに成功した。ロイド・ジョーズはマーティン・ルーサー・キングをジェームズ・アール・レイ以外の人に殺害させるために、6年前に報酬を支払ったと主張していた。2000年4月4日、コレッタは息子たちや娘バーニス、そして義理の姉妹と一緒にマーティン・ルーサー・キングの墓を訪れた。その際、コレッタはワシントンD.C.にマーティン・ルーサー・キングの記念碑を設計する計画について、コレッタは「アメリカ合衆国の中心地にエイブラハム・リンカーン、ジョージ・ワシントン、トーマス・ジェファーソン、そして今やマーティン・ルーサー・キング・ジュニアを含む、民主主義の偉大な指導者たちに敬意を表して彼らを称える記念碑を完成させる」と述べた。コレッタは人生の最後の10年間ヴィーガンになった。

## 病気と死
コレッタ・スコット・キングはオアシス病院で、脳卒中と進行中の卵巣がんのための全身療法を受けていたが、2006年1月30日の深夜、メキシコにあるロザリートビーチのリハビリテーション・センターで亡くなった。彼女の主な死因は、卵巣がんの合併症による呼吸不全であると考えられている。

## 参照

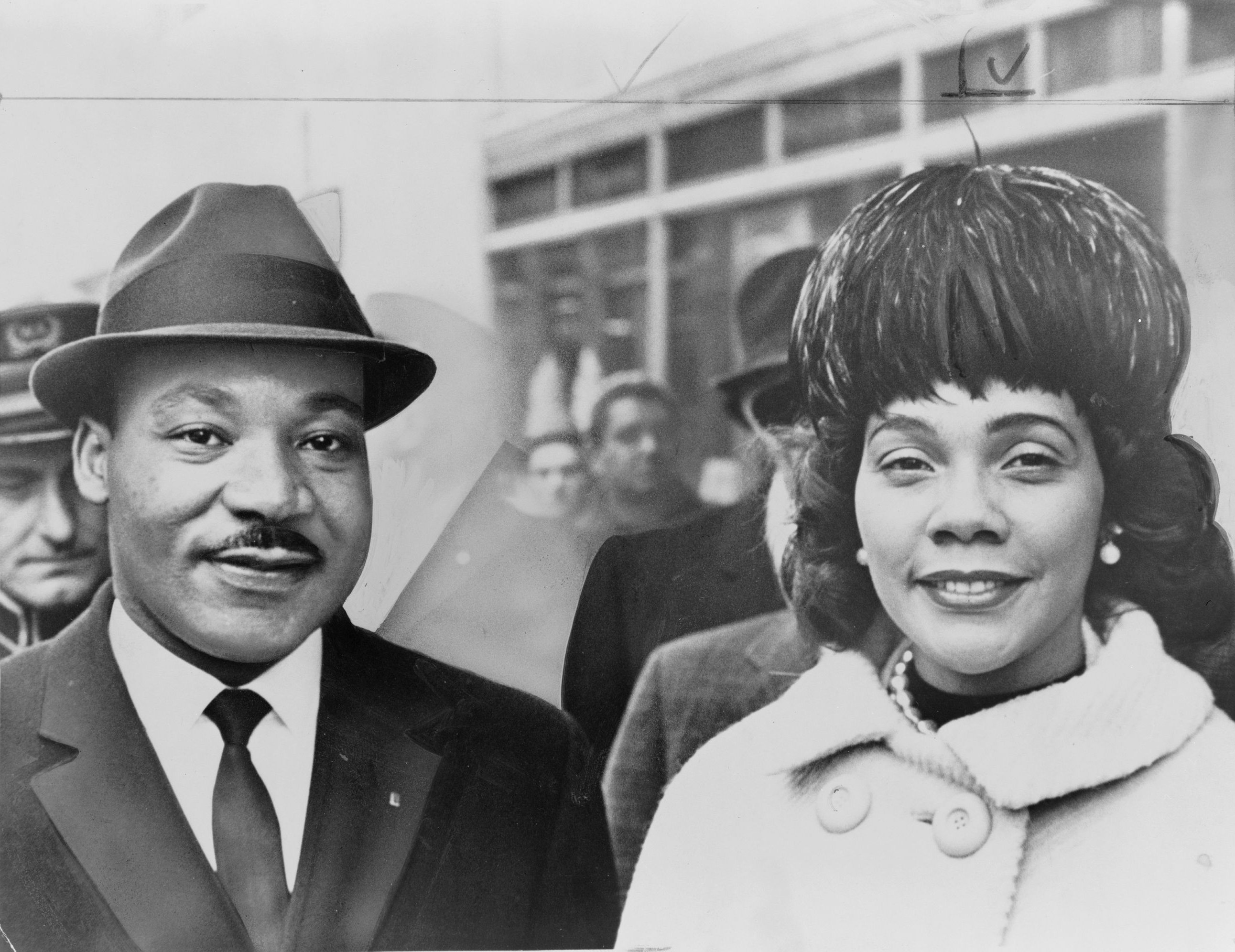
1964年のキング夫妻

- King, Coretta Scott (1969). My Life with Martin Luther King, Jr.. Puffin. ISBN 978-0140368055
- Black, Conrad (2007). Richard M. Nixon: A Life in Full. PublicAffairs. ISBN 978-1586485191
- Polden, Kelly Carper (2011). Lyndon B. Johnson National Historical Park. Arcadia Publishing. ISBN 978-0738579610
- Burns, Stewart (1997). Daybreak of Freedom: The Montgomery Bus Boycott. The University of North Caroline Press. ISBN 978-0807846612
- Gibson Robinson, Jo Ann (1987). The Montgomery Bus Boycott and the Women Who Started It: The Memoir of Jo Ann Gibson Robinson. Univ Tennessee Press. ISBN 978-0870495274
- Oppenheimer, Jerry (1995). The Other Mrs. Kennedy : An Intimate and Revealing Look at the Hidden Life of Ethel Skakel Kennedy. St. Martin's Paperbacks. ISBN 978-0312956004
- Mahoney, Richard D. (1999). Sons & Brothers: The Days of Jack and Bobby Kennedy. Arcade Publishing. ISBN 978-1559704809
- O'Brien, Michael (2006). John F. Kennedy: A Biography. ISBN 978-0312357450
- McPherson, Stephanie Sammartino (2007). Coretta Scott King. Twenty-First Century Books. ISBN 978-0822571568
- Nazel, Joseph (1997). Martin Luther King, Jr.. Holloway House Publishing Company. ISBN 978-0870675737
- McCarty, Laura T. (2009). Coretta Scott King: A Biography. Greenwood Biographies. ISBN 978-0313349812
- Frady, Marshall (2002). Martin Luther King, Jr.: A Life. Penguin. ISBN 978-0-14-303648-7
- Matthews, Chris (1997). Kennedy & Nixon: The Rivalry that Shaped Postwar America. Free Press. ISBN 978-0684832463
- Branch, Taylor (1989). Parting the Waters: America in the King Years 1954–63. Simon & Schuster. ISBN 978-0671687427
- Clarke, Thurston (2008). The Last Campaign: Robert F. Kennedy and 82 Days That Inspired America. Henry Holt and Co.. ISBN 978-0805077926
- Bagley, Edythe Scott (2012). Desert Rose: The Life and Legacy of Coretta Scott King. University Alabama Press. ISBN 978-0817317652
- Darby, Jean (2005). Martin Luther King, Jr.. Lerner Pub Group. ISBN 978-0822524717
- Gelfand, Dale Evva (2006). Coretta Scott King: Civil Rights Activist. Chelsea Clubhouse. ISBN 978-0791095225
- Goduti, Phillip A. (2012). Robert F. Kennedy and the Shaping of Civil Rights, 1960–1964. McFarland. ISBN 978-0786449439
- Rickford, Russell J. (2003). Betty Shabazz: A Remarkable Story of Survival and Faith Before and After Malcolm X. Naperville, Ill.: Sourcebooks. ISBN 978-1-4022-0171-4
- Willis, Richard W. (2011). Martin Luther King, Jr., and the Image of God. Oxford University Press. ISBN 978-0199843961
- Schlesinger, Arthur M. Jr. (1978). Robert Kennedy and His Times
- Dyson, Michael Eric (2000). I May Not Get There with You: The True Martin Luther King, Jr.. Free Press. ISBN 978-0684867762
- Fairclough, Adam (1995). Martin Luther King, Jr.. University of Georgia Press. ISBN 978-0820316536
- Gentry, Curt (2001). J. Edgar Hoover: The Man and the Secrets. W. W. Norton & Company. ISBN 978-0393321289